# NASA Earth Observatory
NASA Earth Observatoryとは、1999年から発刊されているアメリカ航空宇宙局（NASA）のオンライン出版物である。一般向けに衛星画像や気候や環境に関するデータを提供する。アメリカ合衆国議会の承認を得て公的資金によって運用され、ゴダード宇宙飛行センターの EOS Project Science Office の一部門とされている。
2006年までに、優れたインターネット上の教育コンテンツに送られる Webby People's Voice Award in Education を3回授与されている。